# Дронов, Александр Суренович
Александр Суренович Дронов (6 октября 1946, Москва — 7 декабря 2023) — советский и российский шахматист, трёхкратный (2010, 2014, 2018) чемпион мира по шахматам по переписке ИКЧФ. Заслуженный мастер спорта России (2016), международный шахматный Гроссмейстер ИКЧФ (2005), международный сеньор-мастер ИКЧФ (2005), международный мастер ИКЧФ (2003), мастер спорта СССР по шахматам (1979).
В 2021 году включён в Зал славы ИКЧФ.

## Награды и звания
| Звание             | 3-кратный чемпион мира по шахматам по переписке ИКЧФ, гроссмейстер ИКЧФ 2005, заслуженный мастер спорта России(2016), мастер спорта России по шахматам (1996), мастер спорта СССР по шахматам |
| Актуальный рейтинг | 2676 |
| Награды и премии   | трёхкратный (2010, 2014, 2018) победитель чемпионатов мира по переписке среди мужчин ИКЧФ. |

## Спортивные результаты в заочных шахматах
| Годы      | Турнир                       | + | − | =  | Результат | Место |
| --------- | ---------------------------- | - | - | -- | --------- | ----- |
| 2014—2018 | 29 чемпионат мира ИКЧФ финал | 3 | 0 | 13 | 9½ из 16  | 1     |
| 2010—2014 | 27 чемпионат мира ИКЧФ финал | 3 | 0 | 13 | 9½ из 16  | 1     |
| 2007—2010 | 22 чемпионат мира ИКЧФ финал | 7 | 0 | 9  | 11½ из 16 | 1     |

Итоговая таблица World Championship 29 Final 2018 => Final 2018 

Итоговая таблица World Championship 27 Final 2014 => Final 2014 

Итоговая таблица World Championship 22 Final 2010 => Final 2010 